# Borgo Pinti
Borgo Pinti è una delle principali vie sull'asse nord-sud del centro storico di Firenze. La strada corre da via Sant'Egidio al piazzale Donatello. Lungo il tracciato si innestano: via di Mezzo, via Nuova de' Caccini, via degli Alfani, via dei Pilastri (dove sono rispettivamente il canto di Monteloro e il canto di Candeli), via della Colonna, via Laura, via Giuseppe Giusti. 

## Storia
Il nome "borgo" testimonia come la strada fosse al di fuori di una porta nell'antica cerchia delle mura cittadine, infatti si dipartiva dalla postierla detta "degli Antelminelli" (oggi sopravvissuta come arco di San Pierino) e vi si allineavano le case degli ultimi arrivati in città. Quando fu inglobata nell'ultima cerchia vi venne aperta in fondo la non più esistente Porta a Pinti, dalla quale si dipartiva la strada per Fiesole.
Si hanno notizie frammentarie di questa strada fino al 1100, quando si chiamava Borgo Fulceraco. Da cosa derivi il nome "Pinti" è controverso: alcuni suppongono che si tratti di un'antica famiglia, altri che sia una contrazione di pentiti, dal Monastero delle Donne di Penitenza dette le Repentite, noto fin dai tempi di Dante (che con Forese Donati parla del "riparare" nello "Spedale a Pinti", Rime LXXVI) e situato all'inizio della strada, poco oltre la porta di San Pierino. Secondo altri poi sarebbe dovuto alla presenza dei frati Ingesuati nella vicina chiesa di San Giusto alle mura e alla loro attività di "pintori" di vetrate.
Dal Quattrocento il Comune fiorentino incentivò i proprietari di fondi su questa strada, allora ancora in larga parte agricola ed ecclesiastica, a lottizzarli e a cederli a privati, infatti la maggior parte degli edifici che oggi vi si affacciano ebbero origine in quel periodo. Tra gli antichi e meravigliosi giardini sono da ricordare il giardino dei Gesuiti (inglobato in quello di palazzo Ximenes e poi tagliato per aprire l'ultimo tratto di via Giusti), il giardino della Gherardesca, il giardino Salviati e il giardino Caccini

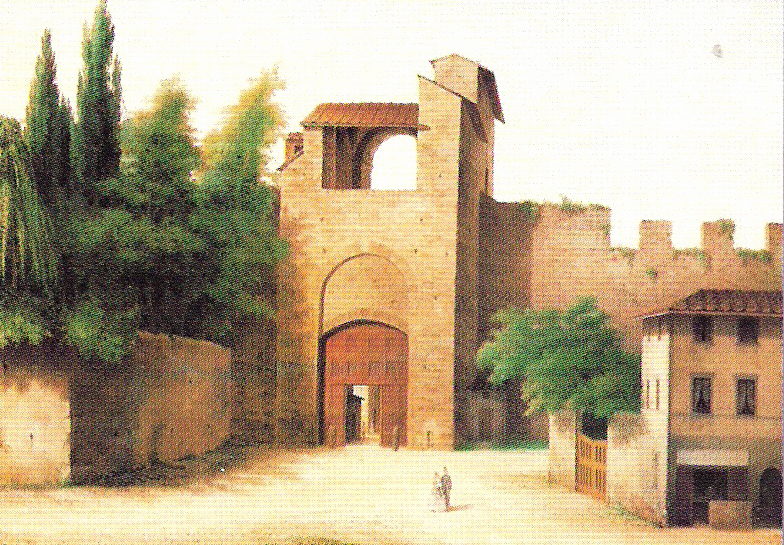
Rappresentazione della Porta a Pinti in un dipinto di Fabio Borbottoni
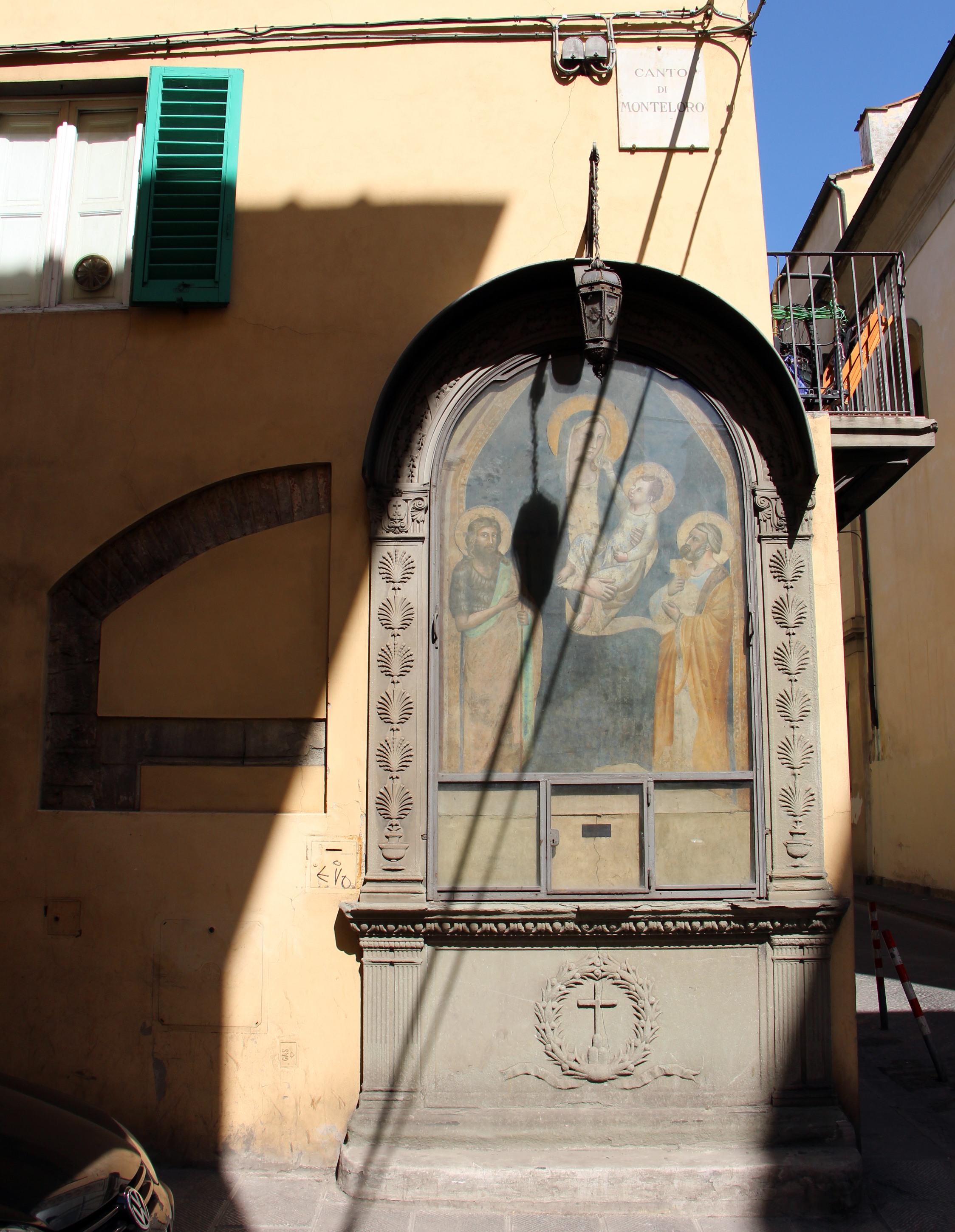
Il Canto di Montiloro
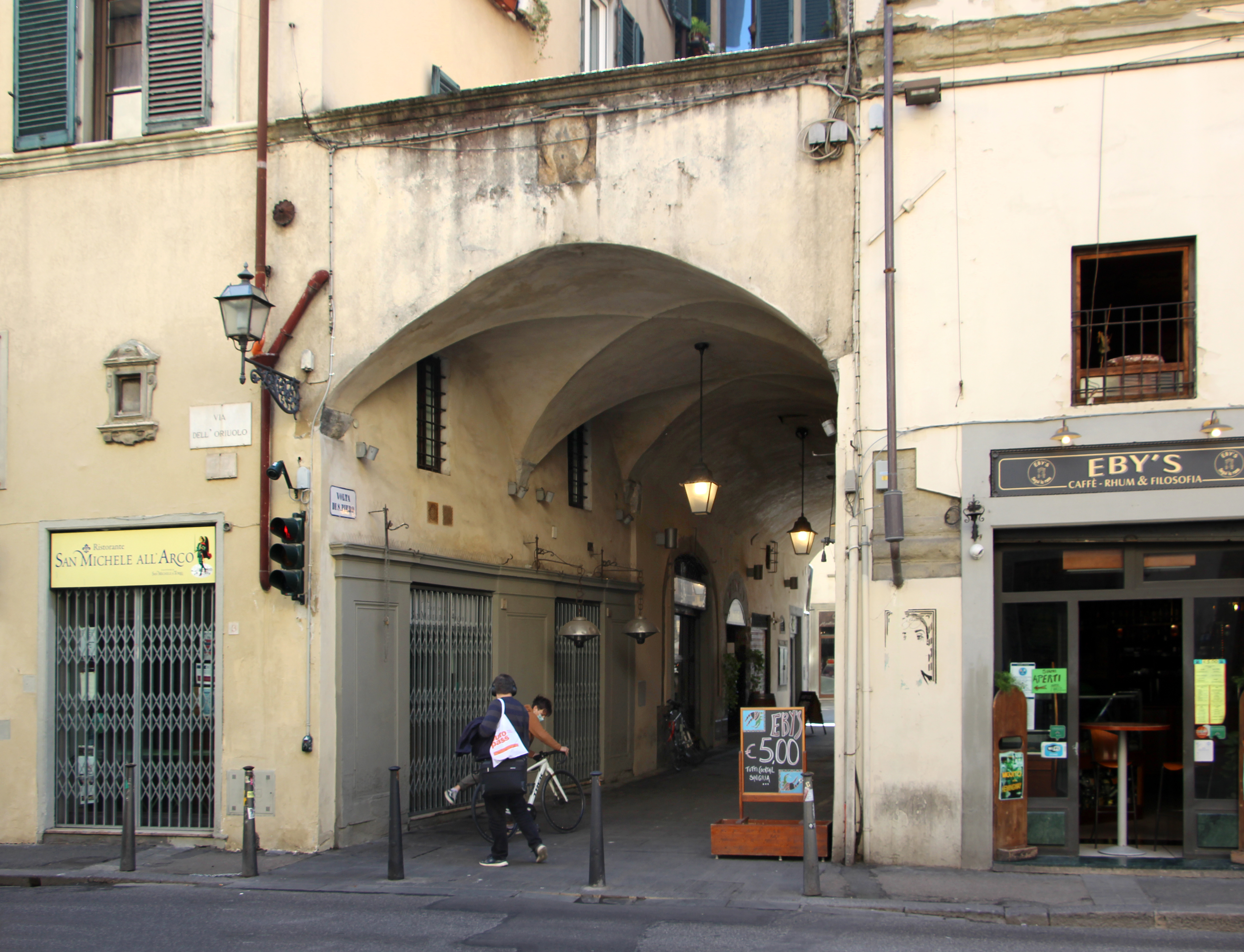
L'Arco di San Pierino, già porta civica nelle vecchia cerchia muraria

## Descrizione
Sulla via, dopo lo stretto tratto pedonale vicino allo sbocco piazza Salvemini, si allineano numerosi palazzi signorili. Prima dell'angolo con via dei Pilastri una lapide ricorda l'antico ingresso della chiesa di Santa Maria a Candeli, spostato su via dei Pilastri nel 1703 da Giovan Battista Foggini. Questo canto ha doppio nome: verso via dei Pilastri "canto di Candeli" (dall'ex-monastero) e verso via degli Alfani "canto di Montiloro" (dal tabernacolo di Montiloro).
Oltre il monastero di Santa Maria Maddalena de' Pazzi, all'angolo con via della Colonna un grande stemma dei Barberini ricorda la sistemazione del monastero promossa da papa Urbano VIII. A fianco vi si trova una lapide degli Otto di Balia che vietava pena severi provvedimenti strepiti e chiasso per cento braccia attorno al monastero.
Poco avanti si apre il piccolo giardino del Borgo, l'ultimo dei numerosi giardini di borgo Pinti ad essere ancora aperto al pubblico.
La parte finale della strada ha un carattere di nuovo monumentale con alcuni grandi palazzi.

### Edifici
| Immagine | N°       | Nome                                      | Descrizione |
| -------- | -------- | ----------------------------------------- | --- |
|          | 3        | Casa con stemma                           | Uno stretto edificio su due assi, con il prospetto di gusto tardo-neoclassico, mostra tracce di preesistenze in una finestra ad arco ribassato, sei-settecentesca, e in uno stemma in pietra murato all'altezza del primo piano, molto abraso e quasi illeggibile. |
|          | 5        | Casa                                      | L'edificio si trova nel primo tratto di borgo Pinti, dove le dimensioni ridotte della strada non concedono molto in termini di aria e di luce, e dove la visione delle case si riduce a parziali scorci. Tuttavia l'edificio in questione ha un prospetto di notevole estensione (quattro piani per sette assi poi ulteriormente ampliati lateralmente con un disegno diverso e più semplice) e la luce è assicurata dalla corte interna. Il disegno del fronte, per quanto semplice, indica una chiara adesione alla tarda cultura neoclassica, per cui dovrebbe essere databile entro gli anni trenta o quaranta dell'Ottocento. Tali caratteri sono ancor più evidenti nell'androne che si apre oltre il grande portone centrale che funge anche da passo carraio, con le rampe di scale che si dipartono ai lati e si collocano oltre un breve colonnato ionico (a sinistra tamponato). Tornando all'esterno, sull'architrave del portone sorretto da due mensole, è al centro uno scudo con raffigurati i chiodi e la croce papale a tripla traversa, coronato da un cappello prelatizio i cui caratteri (forse per alcune manomissioni) non ci sembrano corrispondere all'araldica ecclesiastica per quanto riguarda il sistema di cordoni e fiocchi che dovrebbe individuare il grado del prelato in questione. Parte dell'edificio è occupato da alberghi (Hotel Locanda de' Pazzi, Hotel Cardinal of Florence). |
|          | 6        | Ospedale di San Paolo in Pinti            | Una casa a schiera a due assi si distingue per la presenza, sul portalino rimaneggiato verosimilmente nel XIX secolo, di uno scudo col simbolo del monastero di Sant'Apollonia. Doveva trovarsi qui o nelle immediate vicinanze l'ospedale di San Paolo in Pinti, fondato dalla famiglia Donati nel 1065 e tenuto, verso la fine della sua storia a metà del XVIII secolo, proprio dalle monache di Sant'Apollonia. Oggi al piano terra ospita un ristorante, in quella che dovette essere la corsia dell'ospedale. |
|          | 7        | Casa                                      | La casa non mostra, almeno per quanto riguarda la facciata, elementi distintivi significativi rispetto agli altri edifici che si allineano in questo primo tratto della strada. La si segnala comunque per la presenza di uno scudo con un'arme non identificata, peraltro in mediocri condizioni di conservazione (partito, nel primo presumibilmente due capri affrontati con un monte a sei cime e un croce, nel secondo a tre crescenti, 2 su 1). |
|          | 9        | Casa                                      | L'edificio ha un prospetto di due soli assi per quattro piani, con le finestre dei piani centrali centinate e arricchite da piatti di maiolica, secondo un gusto che ci sembra riferibile - ferma restando l'antica fondazione dell'immobile riconducibile alla tradizionale tipologia delle case a schiera - ai primi decenni del Novecento. Sulla porta (decentrata a sinistra) è uno scudo con un'arme non identificata (troncato, nel primo a tre gigli ordinati in fascia, nel secondo a tre bande). |
|          | 13       | Palazzo Roffia                            | Posto dinanzi allo sbocco di via di Mezzo, che consente di averne una visione a distanza altrimenti difficile per le limitate dimensioni della via, l'edificio fu acquistato nel 1646 dalla famiglia Roffia di San Miniato al Tedesco. Al 1665 si datano i primi lavori di ampliamento localizzati sul retro, a ridurre significativamente l'area destinata ad orto con nuovi locali sviluppati su un loggiato, quindi nel 1672 l'acquisto di un'ulteriore casa limitrofa. Il conferimento di un nuovo e unitario fronte risale invece al 1696. Passato successivamente ai Morelli e da questi ai Graziani Libri, poi ai Magherini Graziani, è pervenuto successivamente ai Mels di Colloredo, che ancora ne hanno la proprietà. Nell'insieme il prospetto mostra il perdurare di modelli tradizionali cinquecenteschi, non fosse per il balcone in ferro battuto che appare, a questa altezza cronologica, alquanto inconsueto nel panorama dell'architettura fiorentina (aspetto questo sul quale la letteratura consultata torna insistentemente), pur assecondando un gusto che al tempo andava imponendosi in molte città italiane ma che non troverà particolare diffusione in ambito locale. |
|          | 20       | Palazzo Mormorai                          | Si tratta di un grande casamento di carattere cinque seicentesco, con un fronte su borgo Pinti organizzato su nove assi che, dopo aver segnato la cantonata con via di Mezzo, prosegue su questa strada per altri cinque assi fino a un grande portone monumentale segnato da un'arme d'azzurro al toro furioso. Pur nella sua estrema semplicità denota grande dignità, sia per la sua mole, sia per i criteri che hanno guidato l'ultimo intervento di restauro. Secondo Emanuela Ferretti "venne probabilmente edificato dalla famiglia Paoli poco dopo il 1729", anno nel quale questa avrebbe acquistato una porzione del laboratorio già del Giambologna. Sempre sulla base delle ricerche della studiosa nel 1761 la proprietà sarebbe passata ai Mormorai e quindi ai Carobbi, ai quali si deve l'ingresso monumentale su via di Mezzo, realizzato nella seconda metà dell'Ottocento. |
|          | 24-26    | Palazzo Bellini delle Stelle              | L'edificio (presumibilmente eretto nel tardo Quattrocento e nel Cinquecento di proprietà dello Spedale degli Innocenti) è noto per essere stato del grande scultore Jean de Boulogne, conosciuto come Giambologna, che qui ebbe abitazione e, nei vasti locali che occupano il piano terreno e che giungevano fino a via di Mezzo, laboratori, officina e scuola. Acquistato dall'artista l'edificio di abitazione nel 1587 per 1800 scudi (la notizia che fosse stato donato dal granduca è stata smentita dalle ricerche di Dimitrios Zikos), questo fu oggetto di importanti lavori promossi dallo stesso Giambologna per un ammontare complessivo di 600 scudi. Dopo la morte dell'artista (1608) l'edificio fu venduto dal suo bisnipote al granduca Cosimo II e da questi dato in usufrutto, come da volontà testamentaria del maestro, a Pietro Tacca, e ancora, nel 1640, per concessione del granduca Ferdinando II de' Medici, al figlio di questi, Ferdinando. Pochi anni dopo la morte di quest'ultimo fu destinato da Cosimo III a Giovanni Battista Foggini, che comunque lo utilizzò esclusivamente come laboratorio (e questo fino alla sua morte nel 1725), avendo scelto come personale abitazione un palazzo di via Maggio. Alienato nel 1785 da Pietro Leopoldo di Lorena a favore dei Petresi, passò ai Quaratesi nel 1816. Nel 1837, passato in proprietà ai Bellini delle Stelle e rimodernato in questi stessi anni dall'architetto Casamorata, l'edificio assunse il caratteri di abitazione signorile che ancora oggi gli è propria. |
|          | 27       | Palazzo Marzichi Lenzi                    | Edificio originariamente configuratosi nel Trecento come casa corte mercantile medioevale, fu ridisegnato negli interni tra Quattro e Cinquecento e, per quanto riguarda il fronte, di tipologia decisamente cinquecentesca. Già dei Tedaldi, quindi dei Neri Ridolfi, passò in data imprecisata ai Marzichi Lenzi. Acquistato dalla famiglia Ciardi Duprè nel 1956 fu notevolmente danneggiato dalle acque dell'alluvione del 1966. Restaurato, è attualmente occupato da un albergo sempre gestito dalla famiglia Ciardi Duprè, che lo ha arredato con mobili antichi e varie opere d'arte, tra le quali disegni e sculture di Giovanni Duprè. |
|          | 28       | Casa con stemma                           | Un solido casamento, forse un tempo di pertinenza dell'adiacente palazzo del Giambologna, ha forme cinquecentesche con un portale a destra contornato da bugne in pietra e, oltre il marcapiano, due file di quattro assi di finestre architravate, forse rimaneggiate nel XIX secolo. La casa si distingue anche per la presenza, sopra il portale, di uno stemma in pietra, di difficile decifrazione anche per il precario stato conservativo, ma confrontabile con quello del tabernacolo in via dell'Arcolaio come appartenente allo scultore Baccio Bandinelli, che effettivamente avrebbe senso in un quartiere di case d'artista. Sotto di esso un pietrino, che pur illeggibile, potrebbe riferirsi nel formato a quello dei Canonici del Duomo. |
|          | 29       | Casa                                      | La casa è segnalata da Gian Luigi Maffei per essere riconducibile nella sua attuale strutturazione (nonostante il fronte rimodellato tra Sette e Ottocento) alla matrice casa corte mercantile medioevale, di fondamentale riferimento per la maggior parte degli edifici di questa via, fino al canto di Montiloro (angolo con via degli Alfani), successivamente trasformati in palazzi con l'unificazione di più unità abitative e quindi leggibili nella loro originaria configurazione solo osservandone lo sviluppo in pianta. Presenta un'organizzazione del fronte a tre assi e atrio con finestra al piano terreno, come conviene alla tipologia. |
|          | 31-33    | Palazzo Caccini                           | L'edificio si imposta sull'angolo di via Nuova de' Caccini. Nel Quattrocento era questa la dimora dei Ferrantini, nota per essere stata scelta - evidentemente per la nobiltà e ampiezza degli ambienti - per ospitare il patriarca Giuseppe II di Costantinopoli in occasione del Concilio fiorentino del 1439. Passata per via ereditaria ai Caccini fu da questi ingrandita progressivamente, fino a giungere ad un intervento di riammodernamento unitario che la letteratura colloca tra il 1561 e il 1564 circa e riferisce a Giovanni Caccin], intimo della famiglia Medici (ma da non confondere con l'architetto Giovanni Battista Caccini), comunque assistito da Giorgio Vasari. Dopo i Caccini il palazzo passò ai del Vernaccia, ai Riccardi e, nell'Ottocento, ai Del Corona, ai Pasqui Cartoni e quindi ai Geddes da Filicaia. |
|          | 32       | Palazzina                                 | Segnalato da Bargellini e Guarnieri per il bel portone cinquecentesco, l'edificio, di notevoli dimensioni, presenta caratteri assimilabili a molte altre case e palazzi della via, con finestre semplicemente incorniciate da modini in pietra e poggianti su ricorsi ugualmente modanati, il tutto distribuito su ampie superficie ad intonaco. Qui, come in altri casi, si è intervenuti nell'Ottocento (evidentemente con la volontà di nobilitare ulteriormente il disegno dei prospetti) con la realizzazione al piano terreno di un paramento in pietra artificiale, successivamente tinteggiato ora a imitazione della pietra serena, ora della pietra forte. |
|          | 39-41    | Casa                                      | Edificio su quattro assi, per due piani sopraelevati, rimaneggiato verosimilmente nel XIX secolo, prresenta sopra il portale, incorniciato da bugne in pietra artificiale, uno stemma araldico. |
|          | 44       | Casa                                      | Sul portale dell'abitazione, di semplice carattere popolare, si vede un pietrino illeggibile che ricorda la proprietà in antico da parte di un'istituzione religiosa. È illeggibile, ma per la forma dovrebbe trattarsi di uno del monastero di Candeli; si scorge sotto di esso traccia dell'antica numerazione dell'edificio, che corrispondeva al numero d'inventario nei registri dei proprietari. |
|          | 46       | Casa                                      | Una semplice casa di edilizia antica ma popolare è marcata in facciata da un pietrino dove sembra di intravedere una fiamma entro una rotella, segno dell'antica proprietà da parte della Compagnia della Pietà dei Tavolaccini. |
|          | 56       | ex-monastero di Candeli                   | Era qui, tra borgo Pinti e via dei Pilastri, l'antico monastero agostiniano di Santa Maria di Candeli, risalente alla metà del XIII secolo, più volte ampliato e abbellito nel corso dei secoli fino agli importanti lavori di accrescimento iniziati nel 1702 su progetto dell'architetto Giovanni Battista Foggini che videro la realizzazione della nuova chiesa, riaperta al culto nel 1704, da segnalare tra le più riuscite realizzazioni tardo barocche in ambito cittadino. A seguito delle soppressioni napoleoniche, nel 1808, l'istituto passò in proprietà della Comunità di Firenze e fu destinato ad ospitare il Liceo Regio. A tal fine il complesso fu ristrutturato dall'architetto Giuseppe Del Rosso (1812-1813). Risale a questo intervento anche il fronte neoclassico su borgo Pinti. Con la restaurazione del governo lorenese, dopo i necessari lavori di adeguamento, il complesso fu destinato sia ad ospitare un asilo, sia vari studi d'artisti. Nel 1845, poi, il complesso accolse la scuola d'Arti e Mestieri e il nuovo Liceo militare Arciduca Ferdinando. Con il trasferimento della Capitale a Firenze, nel 1865, Giovanni Castellazzi intervenne per adeguare nuovamente gli ambienti, questa volta individuati come sede della Legione Carabinieri di Firenze. |
|          | 55       | Palazzina                                 | L'edificio documenta degli interventi che in questa zona si sono susseguiti nella prima metà dell'Ottocento, per lo più con l'erezione di palazzi dal tono alto borghese, caratterizzati da elementi neoclassici fusi con modi e disegni propri della tradizione tardorinascimentale. Collocato di fronte all'ingresso del Liceo Regio, il palazzo presenta una facciata di sette assi su tre piani, con il terreno realizzato in pietra artificiale a imitare un bugnato cinquecentesco. Oltre il grande androne si apre uno scorcio dell'ampio giardino. |
|          | 58       | Chiesa di Santa Maria Maddalena dei Pazzi | Il primitivo nucleo due-trecentesco fu destinato a monastero e intitolato a Santa Maria Maddalena delle Convertite o delle Penitenti. L'antica preesistenza venne distrutta o comunque inglobata in un nuovo e più ampio monastero cistercense dipendente dalla badia a Settimo, definito probabilmente su progetto di Giuliano da Sangallo. Dopo una nuova campagna di lavori avviata a partire dal 1561, nel 1628 il complesso fu destinato ad ospitare le suore Carmelitane provenienti da San Frediano in Cestello (da cui la denominazione di Santa Maria degli Angioli di Cestello o, più brevemente, Cestello, dal 1669 mutata in Santa Maria Maddalena dei Pazzi) che promossero ulteriori e importanti cantieri di ampliamento. Per ospitare le sante reliquie venne costruita la cappella centrale tra il 1677 e il 1685 da Ciro Ferri, con dipinti di Luca Giordano e Pier Dandini e sculture di Antonio Montauti e Innocenzo Spinazzi, uno dei capisaldi del barocco fiorentino. Nella ex-sala capitolare si conserva il famoso affresco della Crocifissione del Perugino. |
|          | 61       | Palazzina                                 | Si tratta di un grande palazzo eretto nello stesso periodo di quello che lo precede, al 55, e con caratteristiche assai simili. La facciata si presenta organizzata su nove assi per tre piani, con il portone sormontato da uno scudo con un'arme non identificata (inquartato, nel primo e nel quarto a una stella, nel secondo e nel terzo alla torre, il tutto abbassato sotto all'aquila dal volo spiegato). Da notare il grande androne che ancora conserva le decorazioni pittoriche ottocentesche. Oltre il cancello è uno scorcio del piccolo ma suggestivo giardino. Qui abitò, dal 1953 fino alla morte nel 1986, il poeta Carlo Betocchi. |
|          | 60       | Liceo Michelangelo                        | È questo uno dei prospetti del complesso oggi occupato dal Liceo Michelangelo, già monastero intitolato a Santa Maria Maddalena delle Convertite o delle Penitenti, rinnovato probabilmente su progetto di Giuliano da Sangallo e dal 1628 destinato ad accogliere le suore Carmelitane provenienti da San Frediano in Cestello (da cui la denominazione di Santa Maria degli Angioli di Cestello o, più brevemente, Cestello, dal 1669 mutata in Santa Maria Maddalena dei Pazzi). Da questo lato, in prossimità dell'angolo con via della Colonna, si trova la monumentale mostra seicentesca coronata da uno scudo recante le api dei Barberini, che ricorda proprio il trasferimento delle carmelitane (fra le quali si trovavano tre di casa Barberini) dal Cestello a borgo Pinti, per interessamento di papa Urbano VIII. Accanto alla mostra, verso la cantonata, è inoltre un bando degli Otto di guardia e balìa che proibisce di fare rumore nel raggio di cento braccia dal monastero. Dal numero civico 60 è stato a lungo l'ingresso della Scuola media Giosue Carducci. |
|          | 60-64-66 | Istituto San Silvestro                    | Il nucleo più antico dell'edificio si deve all'acquisto fatto nel 1531 da Francesco Minerbetti arcivescovo di Sassari di un terreno posto in questa zona, destinato a monastero femminile con la condizione che le religiose fossero di nobile famiglia da parte di entrambi i genitori e fossero scelte tra quelle i cui antenati avessero rivestito la carica di Gonfaloniere di Giustizia. Costruito entro il 1536 il monastero e la relativa chiesa e posto sotto la regola benedettina con la denominazione di San Silvestro, il complesso fu ampliato nel 1716 per munificenza medicea con un cantiere affidato all'ingegnere Piero Giannozzi che, tra l'altro, realizzò dal lato della proprietà confinante con gli Ximenes un porticato voltato a sette arcate, con loggia e stanze al lato superiore. Soppresso nel 1808 e impoverito delle opere d'arte, il complesso fu ripristinato nel 1816 e, nel 1865, destinato a "Casa di rifugio delle fanciulle povere pericolanti", istituita e affidata al canonico del Capitolo della Cattedrale Antonio Fossi. Questi, nel 1872, acquisì la porzione già del monastero carmelitano di Santa Maria Maddalena de' Pazzi rimasta da questo lato e separata dall'altro nucleo per la realizzazione del nuovo tratto di via della Colonna, con l'intento di creare un unico corpo di fabbrica. Trasferitesi le Benedettine Sivestrine a Montughi nel 1884, l'istituto (dal 1888 trasformatosi in Opera Pia) fu affidato alle monache belghe della Provvidenza dell'Immacolata Concezione. Negli anni successivi la struttura conobbe una notevole attività accompagnata tuttavia da varie difficoltà economiche che portarono l'amministrazione, nel 1892, a vendere ai Panciatichi l'antico convento delle Silvestrine confinante con la loro proprietà, che non poco aveva sofferto con l'amputazione del palazzo a seguito dell'apertura della nuova via Giuseppe Giusti. Con la denominazione di Istituto femminile di San Silvestro la struttura ospitò quindi una scuola elementare, una media e un educandato. Chiusa la struttura scolastica nel 1997 l'immobile fu oggetto di nuovi interventi a cura del Comune di Firenze che negli ambienti realizzò una Residenza Sanitaria Assistita e una Residenza per autosufficienti (gestite unitariamente a Montedomini), un asilo nido, un centro diurno per disabili e un centro di aggregazione per il quartiere. |
|          | 67r o 69 | Casa del Perugino                         | Nel 1494, in seguito al matrimonio con Chiara Fancelli, che gli portò in dote ben 500 fiorini, il Perugino, all'apice della carriera, acquistò per 400 fiorini la casa in angolo con via Laura. La zona era particolarmente comoda per gli artisti poiché vicina alla sede della Compagnia di San Luca all'Annunziata e dell'Accademia del Disegno. Non è chiaro a quale cantonata fosse l'abitazione del pittore. Sull'edificio al 67 rosso una lapide privata ricorda il livello delle acque raggiunto nell'alluvione del 1966. |
|          | s.n.     | Ex-noviziato di San Salvatore             | Era in quest'area un noviziato fondato nel 1632 e intitolato a San Salvatore, sorto grazie alla donazione di terre e case preesistenti a favore dei gesuiti di San Giovannino. Nel 1775, a seguito delle soppressioni, il complesso fu acquistato dagli Ximenes con l'intento di ingrandire le proprietà presenti nella zona. Passato l'insieme di queste fabbriche ai Panciatichi Ximenes (1816), negli anni 1839-1840 fu in effetti promossa l'integrazione del complesso con il palazzo, sulla base di un progetto di ristrutturazione dovuto all'architetto Niccolò Matas, fino a determinare un'estesa proprietà che, con i giardini e gli orti, giungeva fino all'attuale piazza Massimo d'Azeglio. Tra il 1865 e il 1870 l'edificio dell'ex noviziato fu tagliato dal proseguimento del tracciato della via. L'edificio si presenta come esteso casamento con una facciata organizzata su quattro piani per ben undici assi (uno in meno rispetto a quello dell'edificio antistante), caratterizzata a circa la metà da una successione di tre archi, che dovrebbero segnare il punto in cui si estendeva la corte interna del noviziato e quindi dell'addizione del palazzo. In questi ambienti, prima che venisse tracciata la strada, alloggiarono durante il loro soggiorno fiorentino lo scrittore statunitense Henry Theodore Tuckerman (1837-1838) e, per un breve periodo, lo scultore Horatio Greenough. |
|          | 75       | Casa natale di Giulio de' Medici          | Non è chiaro quale sia la casa in cui nacque Giulio de' Medici, futuro papa Clemente VII, ma in quella al 75, oggi occupata da una palestra, si trova una targa interna che ricorda la memoria di tale avvenimento. Si sa che poco dopo la congiura dei Pazzi e la morte di Giuliano de' Medici, l'architetto Antonio da Sangallo si recò da Lorenzo de' Medici ancora colpito dal lutto per il fratello per portargli la notizia dell'esistenza di un figlio illegittimo di Giuliano, chiamato appunto Giulio in memoria del padre e nato in una casa antistante al suo palazzo in Borgo Pinti, da una certa Fioretta figlia di un corazzaio chiamato Antonio Gorini (o del Cittadino, secondo altre fonti). A tale infante infatti il Sangallo aveva fatto da padrino al battesimo circa un anno prima, venendo a conoscenza della sua intera storia. Da allora Giulio fu accolto nella famiglia Medici e iniziato alla trionfale carriera ecclesiastica. Sopra al portale della casa al 75 si trova anche un pietrino con la sigla S.M.A., che ricorda l'antica proprietà da parte del poco distante monastero di Santa Maria degli Angiolini. |
|          | 87       | Casa di Lorenzo Bartolini                 | La casa, di tre piani per tre assi, sufficientemente modesta benché ingentilita dal piccolo terrazzino in ferro, è nota per essere stata di proprietà e aver visto la morte del grande scultore Lorenzo Bartolini. Lo ricorda la memoria posta sul fronte nel 1873, questa volta non per iniziativa del Municipio, ma per volontà dei lavoranti e dagli sbozzatori, "cui fu prodigo d'aiuti e d'affetto, uniti in consorzio di previdenza per mantenersi lavoro". |
|          | 68       | Palazzo Panciatichi Ximenes               | L'origine dell'edificio è legata alla famiglia dei Giamberti, più noti sotto il nome d'arte di Da Sangallo che, nelle persone degli architetti Giuliano e Antonio, acquistarono un primo pezzo di terra su questa via nel 1490. Nel catasto del 1498 già figura una casa appartenente a Giuliano e tuttavia di questa prima costruzione nulla sembra restare dato che, acquistata la proprietà nel 1603 dagli Ximenes de Aragona, questi incaricarono subito dopo Gherardo Silvani di ampliare e rinnovare l'edificio. Ulteriori lavori vennero promossi nei decenni successivi, fino a trasformare il palazzo in una fastosa residenza, ulteriormente ampliata attorno alla metà del Settecento verso lo spazio verde retrostante. Nel 1775, a seguito delle soppressioni, la proprietà fu ingrandita con l'acquisizione di una porzione del contiguo noviziato di San Salvatore. Nel 1796 il palazzo fu concesso come sede dell'ambasciata francese a Firenze e qui fu ospitato lo stesso Napoleone nella notte tra il 30 giugno e il primo luglio dello stesso anno. Passata la proprietà ai Panciatichi Ximenes (1816), negli anni 1839-1840 fu promossa l'integrazione con il palazzo vicino sulla base di un progetto di ristrutturazione dovuto all'architetto Niccolò Matas. Sempre nel corso dell'Ottocento il palazzo subì altre trasformazioni a seguito dell'apertura del tracciato di via del Mandorlo (ora via Giuseppe Giusti), per lo più ai danni del giardino, che tuttavia fu valorizzato dall'ultima discendente della famiglia, Marianna Panciatichi, che lo trasformò in parco romantico secondo il disegno che ancora oggi si conserva. |
|          | 99       | Palazzo Della Gherardesca                 | Il grande palazzo sorge sugli ampi terreni con casa colonica che l'Ospedale degli Innocenti possedeva fra la porta a Pinti e la posterla dei Servi, acquistati nel 1473 dal cancelliere della Repubblica, nonché diplomatico e uomo di fiducia di Lorenzo il Magnifico, Bartolomeo Scala. Questi fece costruire un casino da Giuliano da Sangallo, che rimase alla famiglia fino al 1585: la parte più antica, che dovrebbe risalire al periodo 1490-1529 e che comprende il bel cortile quadrato ricco di bassorilievi, fu tuttavia inglobata nel grande rifacimento cinquecentesco che determinò l'attuale configurazione. Per via ereditaria passò nel 1585 ai Medici, nella persona del cardinal Alessandro poi papa col nome di Leone XI. Nel 1606, con tutti i suoi annessi, pervenne ai Della Gherardesca che ne mantennero il possesso per tre secoli, arricchendolo di opere e facendolo ingrandire, dopo un primo intervento di Gherardo Silvani nel 1632, dall'architetto Antonio Maria Ferri. Notevolissimo il giardino, decantato dalla letteratura, arricchito di un tempietto neoclassico disegnato da Giuseppe Cacialli e da una statua raffigurante Cammillo della Gherardesca, scolpita da Giovanni Battista Giovannozzi (1813). Attualmente la proprietà si presenta nella forma assunta al termine di un complesso cantiere teso a trasformare il palazzo con i suoi annessi in albergo |
|          | 76       | Giardino del Borgo                        | Si tratta del giardino del vicino palazzo Salviati, documentato fin dal Cinquecento e rinomato per la produzione orticola e floreale, tanto da essere ricordato nell'Agricoltura sperimentale di Agostino del Riccio (1597) per le piante rare e i gelsomini di Catalogna che vi si trovavano: qui si coltivava tra l'altro l'uva zibibbo che un Alamanno Salviati aveva introdotto dalla Grecia e che per tale fatto è nota a Firenze come uva salamanna. Alla fine degli anni sessanta una porzione del giardino fu acquisita dal Comune e tuttora, con la denominazione di Giardino del Borgo, è aperta al pubblico (ingresso al n. 76), gestita per conto del Comune dalla cooperativa sociale Gaetano Barbieri. |
|          | 80-82    | Casino Salviati                           | L'edificio annesso al giardino, che già doveva esistere in questo periodo, ha subito nel tempo molte trasformazioni, in particolare nel Seicento ad opera di Gherardo Silvani, al quale probabilmente si deve la sua trasformazione in casa da signore, su committenza di Vincenzio Salviati, con un cantiere aperto attorno al 1653. Nel 1794 il cardinale Gregorio Salviati, ultimo discendente della casata, passò la proprietà al principe Camillo Borghese, figlio di sua sorella Marianna. Risale all'epoca del matrimonio tra Camillo e Paolina Bonaparte la ristrutturazione del casino ad opera dell'architetto Gaetano Baccani (1834) e la riconversione degli spazi verdi da giardino all'italiana a parco romantico. |
|          | 84       | Casa Sabatelli                            | L'edificio, sviluppato su quattro piani, è architettonicamente modesto, per quanto ingentilito dal terrazzino al primo piano che abbraccia l'intera facciata di due assi. Nella casa nacque Luigi Sabatelli "celebre pittore", il 21 febbraio del 1772, come ricorda la memoria posta sul prospetto che nel repertorio di Bargellini e Guarnieri si diceva "ricercata invano", forse perché in quegli anni rimossa. |
|          | 86       | Palazzina                                 | Si tratta di un esteso edificio con una facciata di carattere ottocentesco, organizzata su quattro piani per otto assi, con l'ingresso spostato sul quinto asse, a indicare la più che probabile riconfigurazione di più antiche preesistenze. Lo si segnala per la presenza sul portone di uno scudo che reca una figurazione allegorica, nella quale due uccelli sono in procinto di entrare in una gabbia appesa ad un albero al naturale. A rendere più esplicita l'immagine è in alto l'iscrizione, tratta da Genesi XIX, 20, "Salvabor in ea". In basso, sempre all'interno del campo, è il numero 1, a indicare la posizione nel registro delle possessioni dell'istituzione proprietaria. Visto che l'edificio si pone in aderenza alla successiva casa famiglia Santa Lucia, si può supporre che facesse parte dell'Educandato di San Carlo Borromeo che qui esisteva fino al 1750, o che comunque fosse aggregato a una delle istituzioni assistenziali e caritatevoli che nel tempo si sono succedute in questo tratto terminale del borgo. |
|          | 89       | Casa con stemma                           | La semplice abitazione si distingue per un grosso stemma in pietra sopra il portalino, arme di una famiglia non identificata. |
|          | 90       | Casa famiglia Santa Lucia                 | Erano qui alcuni terreni di proprietà dello Spedale di Santa Maria Nuova sui quali era sorto un monastero femminile intitolato a San Giuseppe. Trasferite le religiose sul Prato agli inizi del Seicento, l'immobile fu acquistato nel 1695 da Carlo Gianni, scudiero del granduca Cosimo III, che trasformò la struttura in Educandato di San Carlo Borromeo: dal nome del fondatore e protettore le giovanette che qui venivano formate vennero dette Giannizzere. Nel 1750, assorbite le Giannizzere rimaste dal Conservatorio di San Salvatore dei Mendicanti, i locali furono occupati dall'ospizio di Sant'Antonio di Padova. Dopo un periodo di abbandono, nel 1929 divenne sede dell'Istituto delle Suore Stimmatine. Attualmente i locali sono occupati dalle stesse Stimmatine (Istituto delle Povere Figlie delle Sacre Stimmate) che vi tengono l'Istituto Femminile San Silvestro (casa famiglia Santa Lucia). |
|          | s.n.     | Porta a Pinti                             | Appartenente alla cerchia arnolfiana delle mura cittadine, doveva forse il suo nome ai frati "pintori" di vetrate che abitavano il vicino convento di San Giusto alle Mura, condividendo il nome con la direttrice di Borgo Pinti. Da porta Pinti passava tutto il traffico diretto a Fiesole o da essa proveniente. Fu l'unica delle porte maggiori su questo lato della città ad essere demolita da Giuseppe Poggi, anziché lasciata al centro o a lato dei nuovi viali. Forse per rompere la monotonia dei passaggi attorno alle antiche porte, Poggi preferì salvare il vicinissimo Cimitero degli inglesi, che venne isolato, creando la cosiddetta "isola dei morti". |

### Lapidi
La strada, un tempo una delle direttrici più importanti del centro storico, è ricchissima di lapidi.
Vicino all'incrocio di via Alfani/via dei Pilastri si trova una prima targa dei Signori Otto, pressoché illeggibile ma nota da trascrizioni:
| GLI SPETTABILI . SS OTTO DI GVARDIA E BALIA DELLA CITTÀ DI FIRENZE FANNO NOTIFICARE CHE NIVNA MERETRICE O DONNA DI CATTIVA VITA O FAMA POSSA STARE ET ABITARE A BRACCIA CENTO P OGNI VERSO VICINO ALLE MVRA DI QVESTO MONASTŌ PENA LIRE DVGENTO DA INCORRERSI IPSO FATTO SENZA ALTRA DICHIARAZIONE ET ALTRO DISPOSTO DELLA LEGGE DEL 1461 E PENA LA CATTVRA DI SCVDI QVATTRO A FAMIGLI P(er) CIAS CVNA VOLTA, COME NEL NVOVO DECRETO SOTTO DI 22 OTTOBRE 1667 |

In angolo con via dei Pilastri una memoria del restauro della chiesa di Santa Maria di Candeli da parte della famiglia Corsi:
| HÆC FAMILIÆ SVÆ INSIGNIA PENÈ VETVSTATE CONSVMPTA CVRSII RESTITVÈRE·M·D·LXXXXII |

La traduzione è: "Questi stemmi della propria famiglia, quasi consumati dalla vetustà, i Corsi restaurarono nell'anno 1592".
Nel tratto seguente, vicino alla chiesa di Santa Maria Maddalena de' Pazzi, ben tre targhe legate al monastero (una quarta è su via della Colonna). La prima ricorda la visita a Firenze di santa Teresa di Lisieux:
| QUI PRESSO L'URNA CONTENENTE IL CORPO VERGINALE DI S. MARIA MADDALENA DE' PAZZI SOSTAVA IN PREGHIERA S. TERESA DEL BAMBINO GESÙ QUINDICENNE IMPLORANDO QUEL POSTO MISSIONARIO DI FRONTIERA CHE GESÙ CHIAMANDOLA AL CARMELO LE AVREBBE ASSEGNATO NEL CORPO MISTICO DELLA CHIESA UNIVERSALE E FIORENTINA NEL PRIMO CENTENARIO DELLA NASCITA 1873 - 1973 |

La seconda è quella dedicata a Urbano VIII:
| URBANO VIII PONT. MAX. QVI MONASTERIVM HOC EX ANGVSTIORE LOCO TRANSLATVM IN AMPLIOREM FORMAM CVLTVMQVE MELIOREM SVIS IMPENSIS RESTITVIT ET CAROLO BARBERINO ERETI DVCI FRATRI EIVS GERMANO ET FRANCISCO S. R E. CARD. VICECANC. ATQ. THADÆO PRÆF. VRBIS CAROLI FILL. VRBANI NEPP. QVI TANTÆ PIETATIS AVSPICIA SECVTI IDEM MONASTERIVM MVLTIS BENEFICIORVM PRÆSIDIIS COMMVNIVERVNT ÆTERNVM GRATI ANIMI MONVMENTVM VIRGINES SANCTIMONIALES P. |

La traduzione è: «A Urbano VIII, Sommo Pontefice, che trasferì questo monastero da un luogo più angusto a una forma più ampia e a un culto più decoroso, restaurandolo a proprie spese;
e a Carlo Barberini, duca di Erette, suo fratello germano, e a Francesco cardinale vicecancelliere di Santa Romana Chiesa, e a Taddeo, prefetto della città, figlio di Carlo, nipote di Urbano, che, seguendo l'esempio di tale pietà, arricchirono lo stesso monastero con molte provvidenze e benefici, questo eterno monumento di grata memoria posero le vergini consacrate».
La terza è dei Signori Otto, scarsamente leggibile ma notra da trascrizioni:
| [LI SIG. OTTO PROIBISCONO GIVOCHI CANTI SVONI ET ALTRE] SOR[TE DI STREPITI O ROMORI] IN TORNO A QV[ESTO] MO[NŌ]: E VICIN]O A QVE[LLO A] BRACCIA CENTO [PER] OGNI VERSO SOTTO PENA [DI SCVDI DVA] DI CATTVRA ET [ARBITRIO DEL MAG°] COME [PER DECRETO DEL DÌ 26 GIUGNO 1664] |

Sul tabernacolo davanti a via Laura si legge:
| A VENERARSI DA' FIORENTINI QVI LA VERGINE DEL VOTO LA SVA MANO SCOLPÌ E DONÒ CESARE SENESE NEL MCMV |

Sul monastero di San Silvestro:
| D . O . M . COENOBIUM HOC D. SILVESTRO DICATUM PRO VIRGINIBUS NOBILIBUS FLORENTINIS FRAN. MINERBETTI THOMA EQUITIS FIL. ARCHIEP. TURRI TANUS EPISCOP. ARRETINUS ARCHID. FLORENT. ET S.S. D.D.LEONIS X. ET CLEMENTIS VII. PRAELATUS DOMEST. A FUNDAMENTIS EREXIT. ET DO TAVIT. A. D. M. D. XXXVIIII. NE FACTI PEREAT MEMORIA ROGERIUS MINERBETTI. HORATIJ SENAT. FIL. CANONICUS FLOREN TINUS. NEC NON IN SAC. MILIT. ORD. D. STEPHANI PRIOR URBINI. ET HORATIUS EQUES EJUSD. SAC. ORD. EX FRATRE HENRICO SENAT. NEPOS. UT POTE A PATRE FUNDATORIS RECTA DESCENDENTES MONUMENT. HOC PONENDUM CURARUNT. A. D. M. D. CCXVI. |

La traduzione è: «A Dio Ottimo Massimo. Questo monastero, dedicato a San Silvestro per le nobili vergini fiorentine, fu eretto dalle fondamenta e dotato da Francesco Minerbetti, figlio del cavaliere Tommaso, arcivescovo di Sassari, vescovo di Arezzo, arciprete di Firenze, e prelato domestico dei lor Santità Leone X e Clemente VII, nell’anno del Signore 1539. Affinché la memoria dell’opera non perisca, Ruggero Minerbetti, figlio di Orazio, senatore, canonico fiorentino,
e anche priore urbano dell'Sacro Ordine Militare di Santo Stefano, insieme a Orazio, cavaliere del medesimo Ordine Sacro,
nipote per parte del fratello Enrico, senatore, discendenti diretti dal fondatore, provvidero a far porre questo monumento nell’anno del Signore 1716».
Al 75, all'interno, una lapide ricorda le case dove nacque il papa Clemente VII:
| IN QUESTE CASE NACQUE NEL 1477 DA GIULIANO DE MEDICI E FIORETTA DEL CITTADINO CARROZZAIO GIULIO CHE NEL 1523 DIVENNE PAPA COL NOME DI CLEMENTE VII |

Poco distante, al 66, un'altra targa dei Signori Otto (BA sta per "braccia", P per "per"):
| [GLI SPET]TABILI SIGNORI OTTO PROIBISCONO A QVALVNQVE PERSONA IL GIOCARE A OGNI SORTE GIVOCO FAR RVMORE O TVMVLTO ORINARE IL FARE O DIRE QVAL SIVOGLIA ALTRA SORTE DI SPORCIZIE VICINO ALLA CHIESA DEL MONASTERO DI S. SILVESTRO A BRACCIA 50 SOTTO PENA DI SCVDI DVA DI CATTVRA [E] DI PIV́ PROIBISCONO ALLE MERETRICE O DONNE DISONESTE DI ALCVNA SORTE IL STARE ET ABITARE VICINO AL DETTO MONASTERO A BA 100 P OGNI VERSO SOTTO PENA DI LIRE 200 COME P DECRETO DE 9 GIVGNIO 1668 |

Sul lato opposto il ricordo di Lorenzo Bartolini, voluto non tanto dal Comune ma dai suoi allievi:
| DOPO VENTITRÉ ANNI DA CHE MORÌ IN QUESTE SUE CASE LORENZO BARTOLINI PER ALTEZZA DI CONCETTO E STUDIO DEL VERO RESTAURATORE DELLA SCULTURA I LAVORANTI E GLI SBOZZATORI CUI FU PRODIGO D'AIUTI E D'AFFETTO UNITI IN CONSORZIO DI PREVIDENZA PER MANTENERSI LAVORO IL VICESIMO GIORNO DEL MDCCCLXXIII POSERO LA PRESENTE MEMORIA |

Un'altra targa è sul palazzo della Gherardesca: 
| BARTOLOMMEO SCALA CANCELLIERE DELLA REPUBBLICA ILLUSTRE STORICO LETTERATO VISSE E MORÌ IN QUESTO PALAZZO DA LUI COSTRUITO E DAI SUOI POSTERI VENDUTO NEL MDLXXXV AD ALESSANDRO DE MEDICI CARDINALE CHE FU LEONE XI DA CUI LO EBBE COSTANZA SUA SORELLA MOGLIE DI UGO CONTE DELLA GHERARDESCA NEL MDCV |

L'ultima si trova sulla casa di Luigi Sabatelli:
| IN QUESTA CASA NACQUE IL DÌ 21 FEBBRAIO 1772 LUIGI SABATELLI CELEBRE PITTORE MORTO A MILANO IL 29 GENNAIO 1850 |

### Tabernacoli
Si incontrava un primo tabernacolo in angolo con la via di Mezzo, oggi andato perduto: già decorato da un busto in terracotta aveva una grande cornice in pietra, smantellata in epoca imprecisata.
In prossimità del numero civico 78r (in corrispondenza dello sbocco di via Laura) è un tabernacolo composto attingendo al repertorio delle robbiane, racchiudente una Madonna di stile quattrocentesco ma di fattura del primo Novecento, come chiarisce l'iscrizione sottostante che riconduce fattura e donazione a un certo Cesare Corsi senese, datando il tutto al 1905. Il tabernacolo è in effetti un costante richiamo alla città di Siena, direttamente evocata nel timpano dal suo stemma, la balzana, e quindi dalla stessa iconografia della Vergine che, per quanto riletta in chiave neorinascimentale, è una trasposizione in bassorilievo del dipinto noto come Madonna del Voto, opera attribuita a Dietisalvi di Speme della seconda metà del Duecento, conservata nel sacello omonimo della cattedrale senese.
Un tabernacolo si trova anche negli orti dell'Istituto San Silvestro.
In fondo si incontra un tabernacolo con la Crocifissione anche in angolo con piazzale Donatello, sulla cantonata della casa famiglia Santa Lucia. Un altro è in angolo con via di Mezzo, decorato da un busto in terracotta.

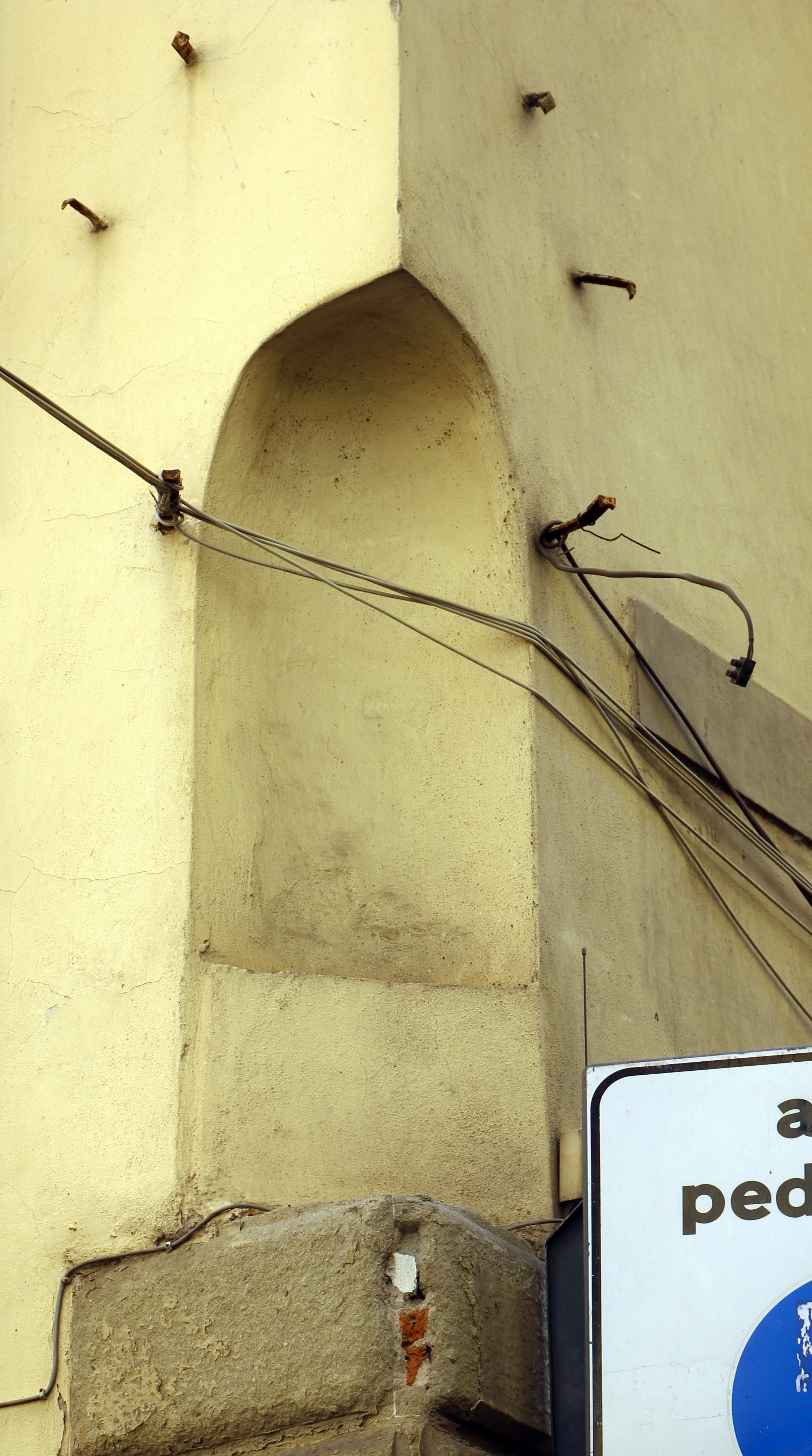
Il tabernacolo scomparso in angolo con via di Mezzo
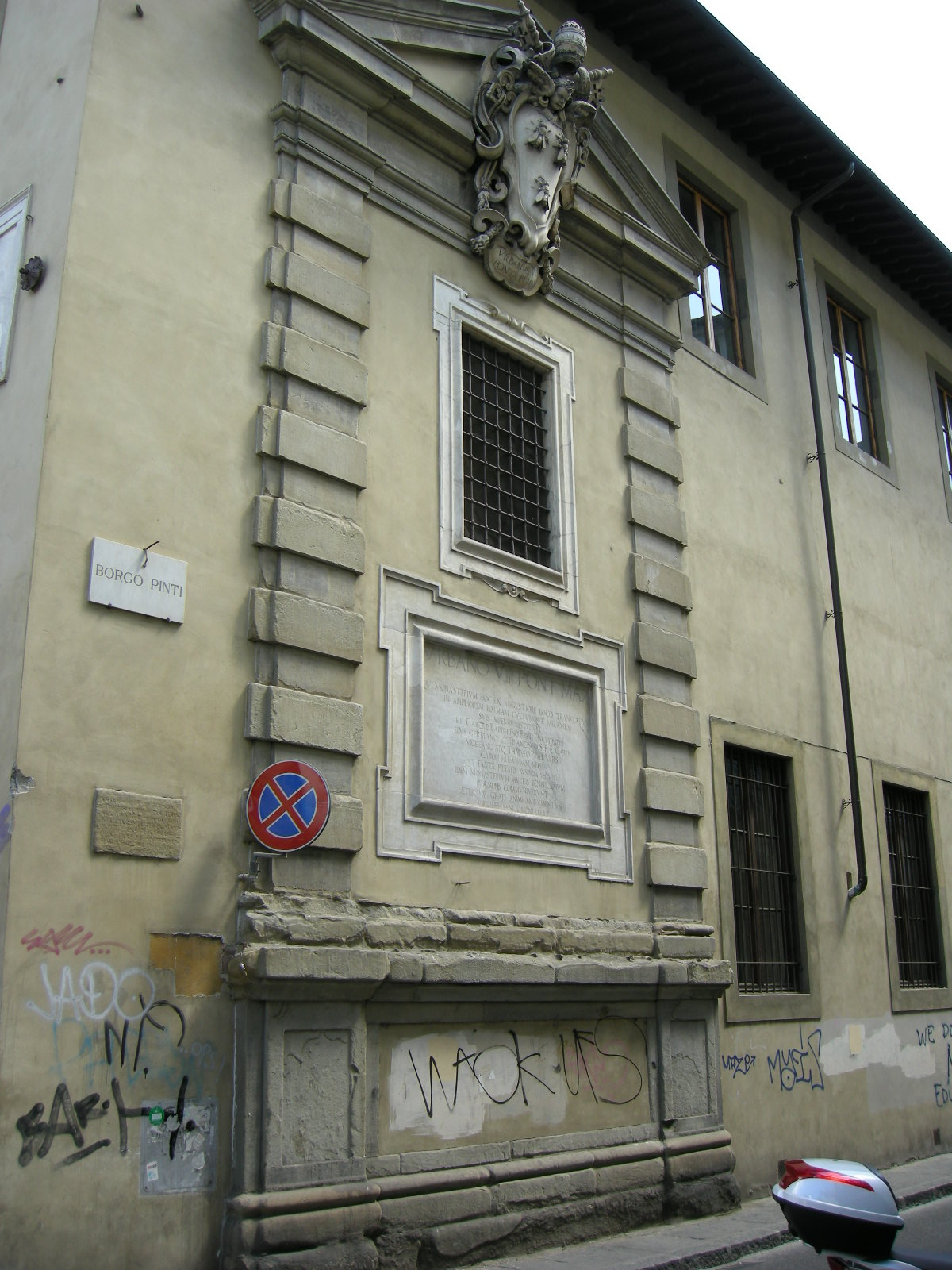
L'iscrizione di Papa Urbano VIII
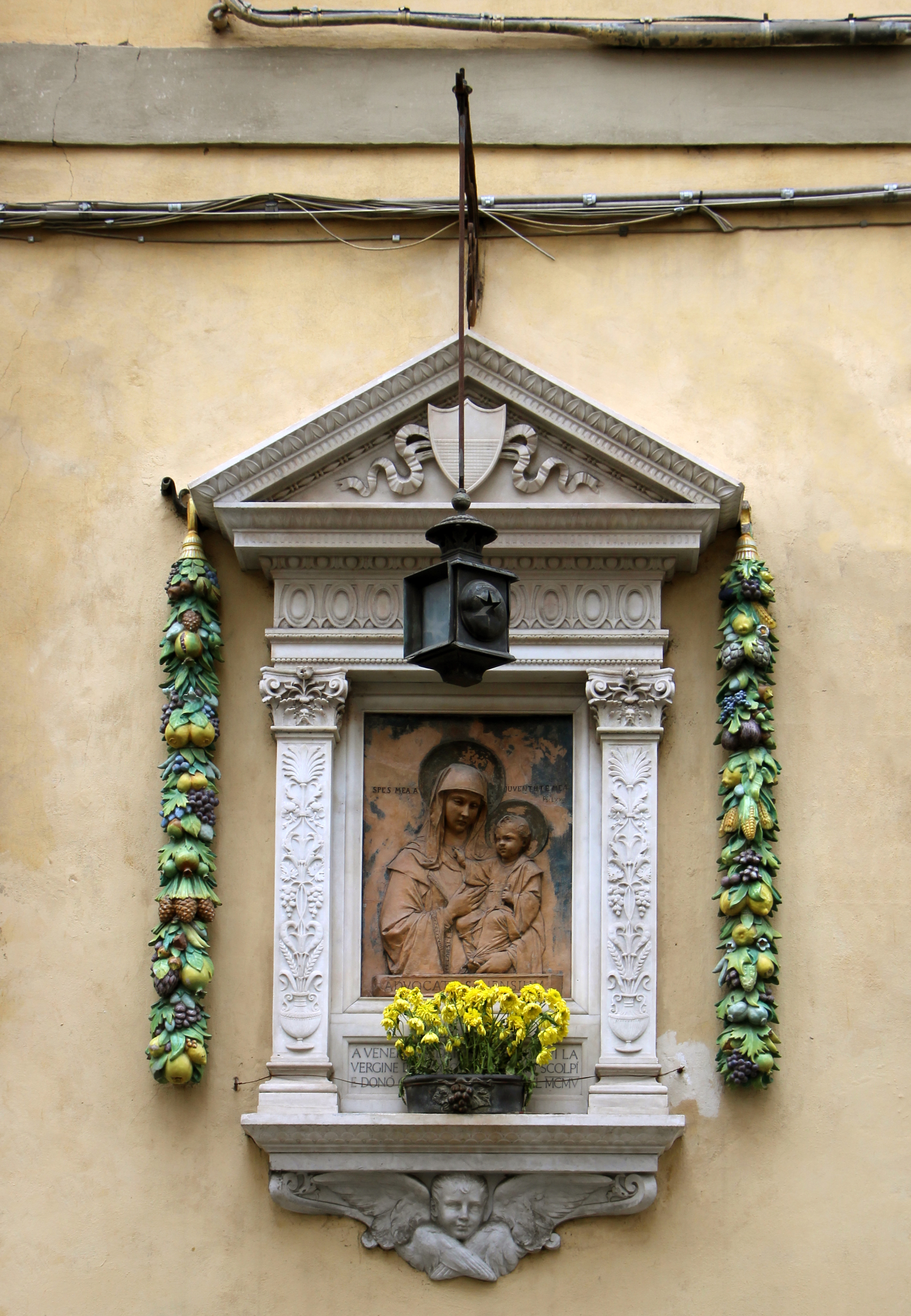
Tabernacolo presso via Laura
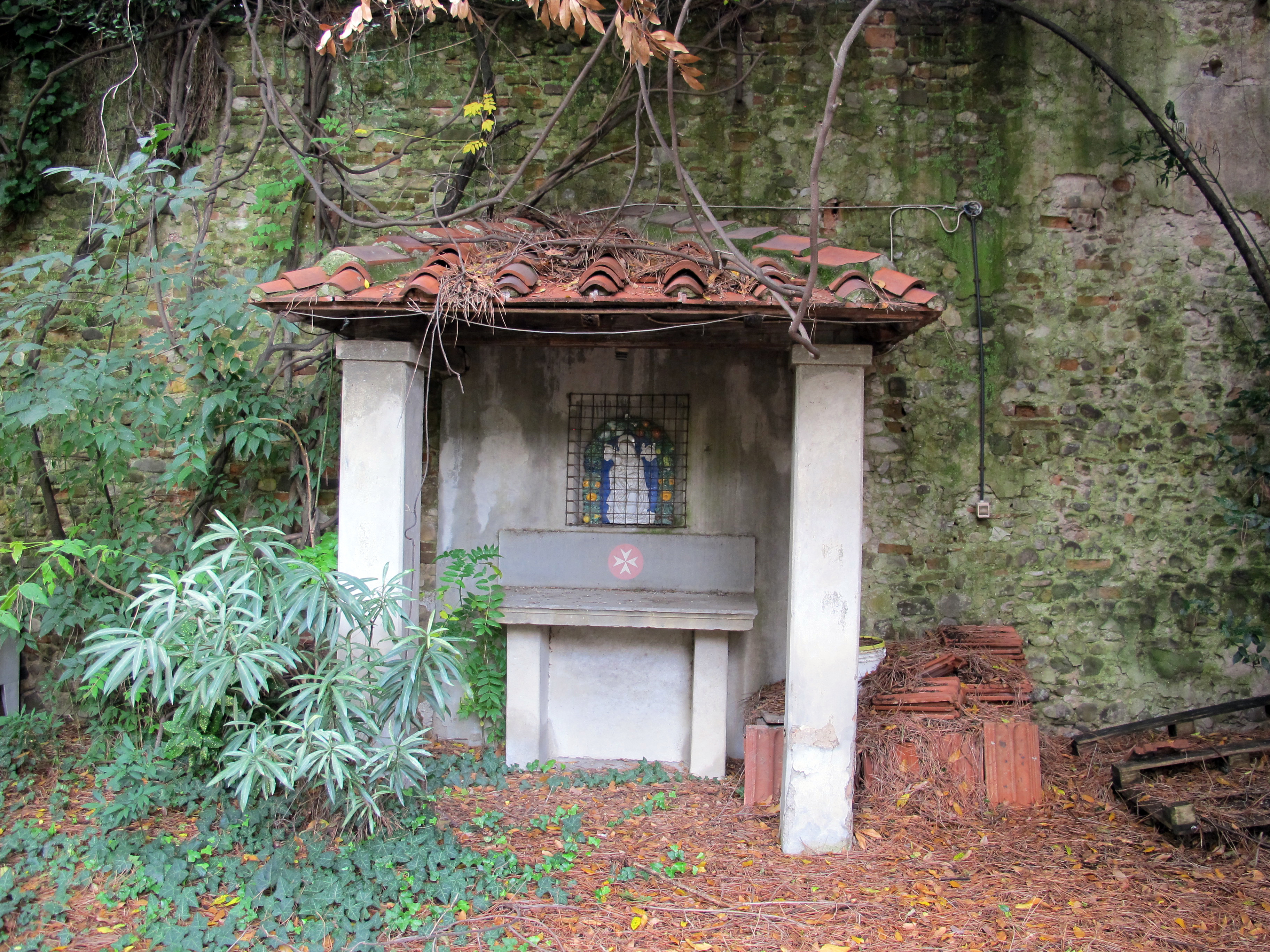
Tabernacolo negli "orti" dell'Istituto San Silvestro
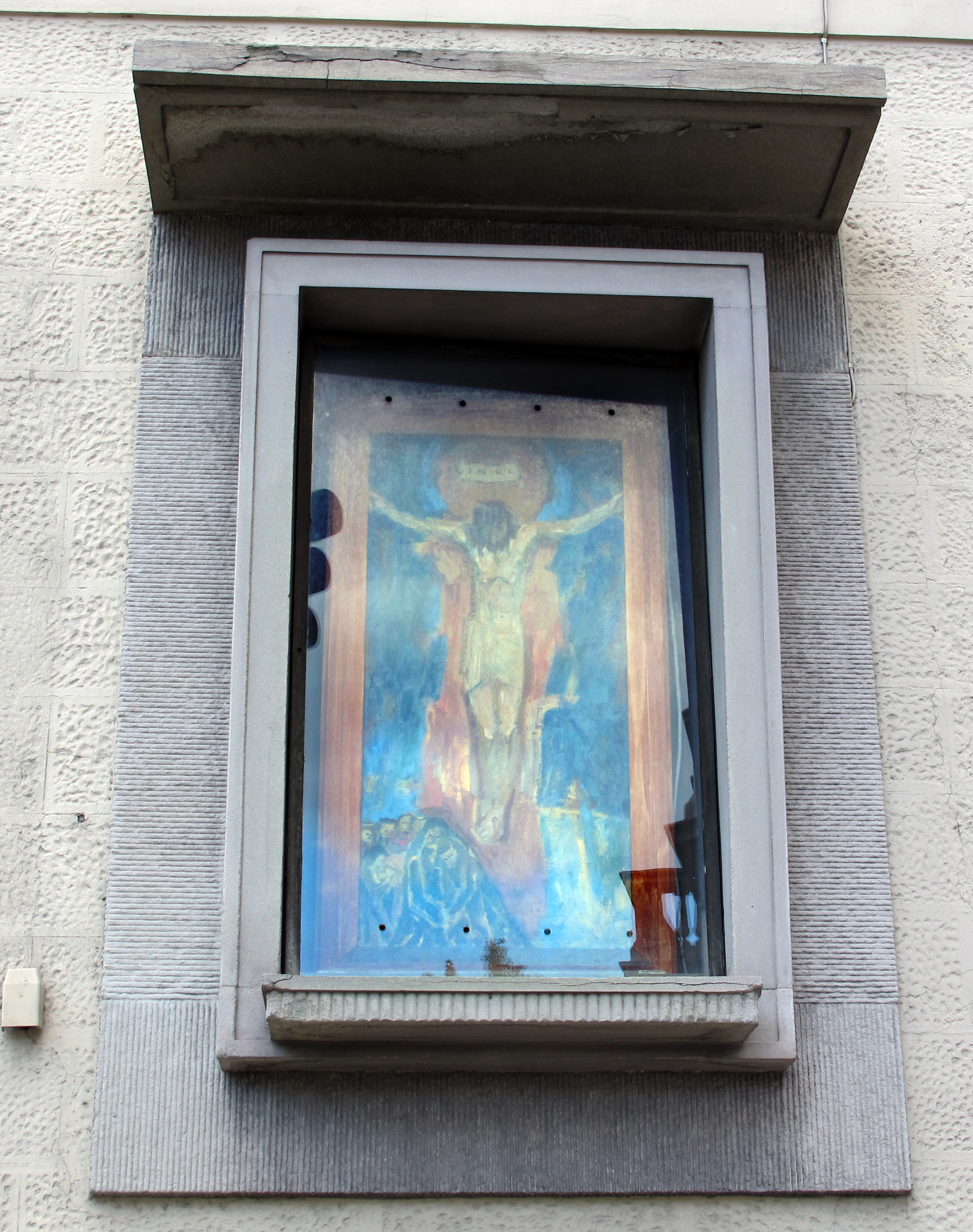
Tabernacolo sulla casa famiglia Santa Lucia